# Ahsewiesen
Ahsewiesen este o arie protejată (arie specială de conservare — SAC, sit de importanță comunitară — SCI) din Germania întinsă pe o suprafață de 372,13 ha, integral pe uscat.

## Localizare
Centrul sitului Ahsewiesen este situat la coordonatele 51°38′10″N 8°02′39″E / 51.6361°N 8.0442°E.

## Înființare
Situl Ahsewiesen a fost declarat sit de importanță comunitară în ianuarie 1999 pentru a proteja 3 specii de animale. Situl a fost protejat și ca arie specială de conservare în decembrie 2006.

## Biodiversitate
Situată în ecoregiunea atlantică, aria protejată conține 2 habitate naturale: Lacuri eutrofice naturale cu vegetație de tip Magnopotamion sau Hydrocharition, Fânețe de joasă altitudine (Alopecurus pratensis, Sanguisorba officinalis).
La baza desemnării sitului se află mai multe specii protejate:
- amfibieni (1): triton cu creastă (Triturus cristatus)
- mamifere (1): castor (Castor fiber)
- nevertebrate (1): Ophiogomphus cecilia

Pe lângă speciile protejate, pe teritoriul sitului au mai fost identificate 1 specie de amfibieni, 4 specii de nevertebrate.